# 图伦 (俄罗斯)

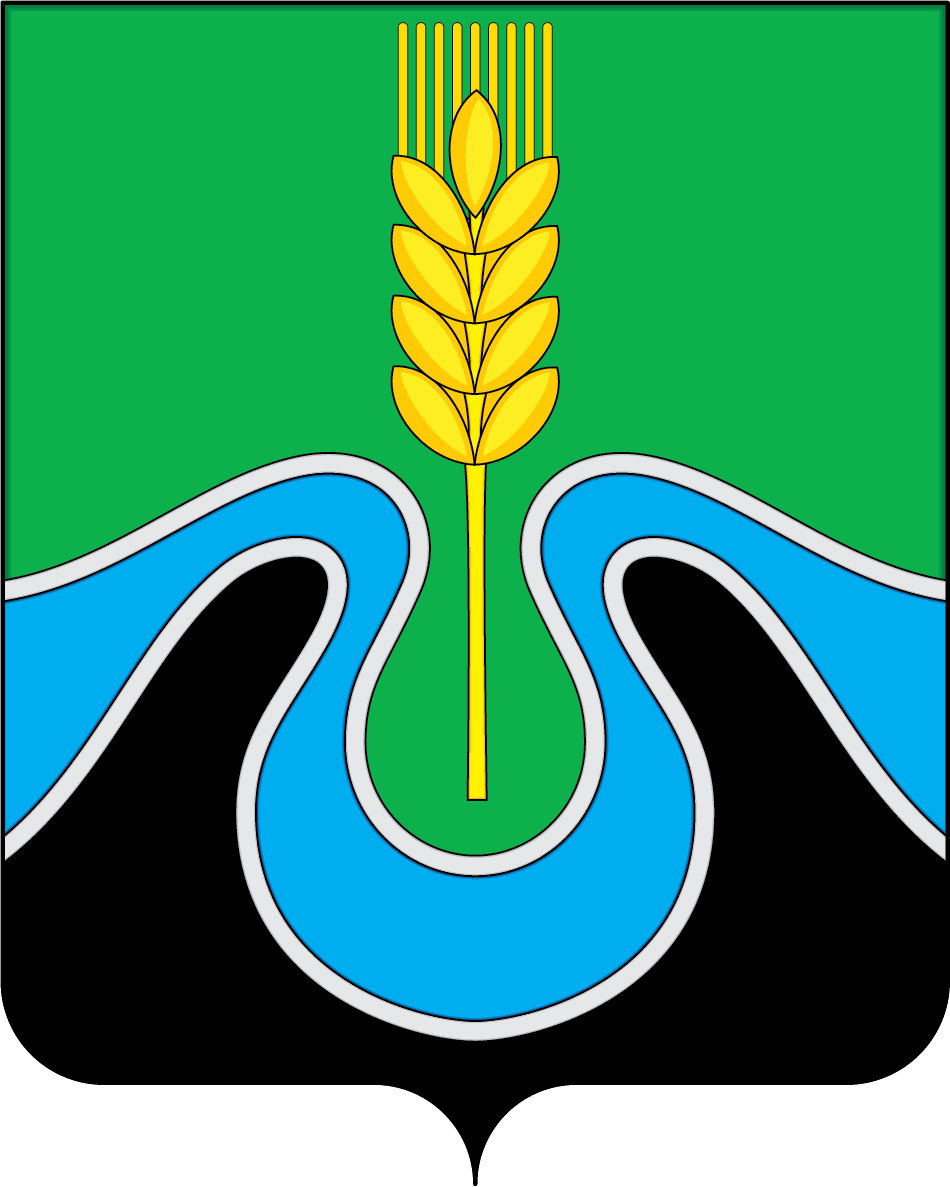
图伦市徽

图伦（俄语：Тулун）是俄罗斯伊尔库茨克州的一个城市。也是图伦区的行政中心。位于伊亚河流域，伊尔库茨克西北390公里处。人口49,400人（2006年估计）；51,848人（2002年人口普查）；52,903（1989年人口普查）。